# Бадиар (национальный парк)
Бадиар — национальный парк и биосферный резерват в Гвинее. Парк расположен на севере страны на границе с Сенегалом. На территории Сенегала к нему примыкает национальный парк Ниоколо-Коба. Парк был основан в 1985 году и вошёл во всемирную сеть биосферных резерватов в 2002 году.

## Физико-географическая характеристика
Парк расположен в одноимённом регионе страны к северу от города Кундара и является частью ядра биосферного резервата. Согласно концепции зонирования резерватов общая площадь территории, которая составляет 2843 км², разделена на три основные зоны: ядро — 1138 км², буферная зона — 328 км², зона сотрудничества — 1377 км². Ядро резервата включает в себя собственно национальный парк, а также лес южного Бадиара (англ. Forest of Southern Badiar ) площадью 86 км² и лес Ндама (англ. Forest of Ndama ) площадью 670,4 км². Буферная зона не сплошная, а состоит из трёх отдельных буферных зон. В базе данных сети биосферных резерватов указаны следующие координаты: 12°30′ с. ш. 13°12′ з. д. — 12°42′ с. ш. 13°30′ з. д..
Парк расположен на высоте от 22 метров над уровнем моря и выше. Максимальная вершина резервата — гора Бадиар высотой 500 метров. Основными реками парка являются реки Кулунту (Koulountou) и Митджи (Mitji) с притоками.
Национальный парк расположен в наиболее засушливой и жаркой части страны, средний уровень осадков — 1200 мм в год. Сезон дождей продолжается с июня по октябрь. Большую часть парка представляет сухие тропические леса, в основном саванна, также встречаются водоохранные леса.

## Флора и фауна
Восточная часть парка, наиболее сухая, представляет собой лесистую местность. Основными видами флоры в ней являются комбретум (Combretum), терминалия (Terminalia) и гардения (Gardenia), Hymenocardia acida, Piliostigma thonningii, Burkea africana, паринари (Parinari), Bombax costatum, Hexalobusи Pterocarpus erinaceus. В западной части почвы лучше, здесь преобладает саванна и водоохранные леса. Основные виды: Pterocarpus erinaceus, Afzelia africana, Danniellia oliveri, Burkea africana, Lannea acida и Terminalia laxiflora. К редким видам растений на территории резервата относятся хлопковое дерево (Ceiba pentandra), Cassia sieberianaи комбретум мелкоцветковый (Combretum micranthum), Khaya senegalensis и тамаринд (Tamarindus indica).
Богатая фауна региона привлекает сюда туристов. В резервате водится ряд видов, внесённых в красный список МСОП. В частности, шимпанзе (Pan troglodytes), два вида птиц: белый аист (Ciconia ciconia) и Psittacus senegalensis, четыре вида рептилий: иероглифовый питон (Python sebae) и королевский питон (Python regius), нильский крокодил (Crocodylus niloticus) и нильский варан (Varanus niloticus), три вида амфибий: Bufo superciliaris, Hyperiolus concolor и Hyperiolus guineensis. Кроме того, в резервате обитают гиены, львы, слоны и эланды.

## Взаимодействие с человеком
По данным 2002 года на территории резервата проживало более 80 тысяч человек, которые представляли различные этические группы и культуры. Люди в основном занимаются сельским хозяйством, охотой, рыболовством, держат пчёл.
Местные жители участвуют в управлении резерватом. В настоящее время ведутся консультации с соседний биосферным резерватом Ниоколо-Кобо о возможности объединения.